# Barthélémy Chinenyeze
Barthélémy Chinenyeze (* 28. Februar 1998 in Dunkerque) ist ein französischer Volleyballspieler. Er spielt auf der Position Mittelblock. Seine größten Erfolge sind der Gewinn der Goldmedaille bei den Olympischen Spielen 2021 in Tokio und 2024 in Paris.

## Erfolge Verein
Französische Meisterschaft:
- 2019
- 2017

Französischer Pokal
- 2019

## Erfolge Nationalmannschaft
Weltliga:
- 2017

Nations League
- 2018
- 2021
- 2022

Olympische Spiele:
- 2020
- 2024

## Einzelauszeichnungen
- 2021: Bester Mittelblocker Olympische Spiele in Tokio